# Una quinta portuguesa
Una quinta portuguesa es una película hispano-portuguesa de drama psicológico de 2025, escrita y dirigida por Avelina Prat. Está protagonizada por Manolo Solo, Maria de Medeiros y Branka Katić. Se estrenó en el Festival de Málaga el 17 de marzo de 2025, y luego se estrenó en cines españoles el 9 de mayo de 2025, con distribución de Filmax.

## Trama
La vida de Fernando (Manolo Solo), un profesor de Geografía, queda destrozado cuando su esposa, la inmigrante serbia Milena, desaparece sin dejar rastro. Cuando la investigación policial concluye que Milena ha vuelto a Serbia, Fernando, desconcertado y devastado, decide irse a Portugal para empezar de cero. Allí, conoce a Amalia (Maria de Medeiros), una mujer que también busca huir de su pasado.

## Reparto
- Manolo Solo como Manolo
- Maria de Medeiros como Amalia
- Branka Katić como Olga
- Rita Cabaço como Rita

## Producción
El 16 de abril de 2024, se anunció que el rodaje de la película La quinta había concluido bajo la dirección de Avelina Prat. Manolo Solo, Maria de Medeiros y Branka Katić fueron anunciados como los actores protagonistas del proyecto. El rodaje de la película tuvo lugar en Barcelona y en la quinta portuguesa de La Quinta da Aldeia, situada en la villa de Ponte de Lima. Aunque el presupuesto total de la película es desconocido, el proyecto recibió 800.000 euros procedentes de las ayudas generales del ICAA, además de 350.000 procedentes del fondo Eurimages.
En algún punto de la posproducción, el título de la película fue cambiado de La quinta a Una quinta portuguesa. Antes de llamarse La quinta, la película también tenía originalmente el título de La quinta de los almendros blancos.

## Lanzamiento y marketing
En febrero de 2025, Filmax lanzó el póster oficial de Una quinta portuguesa y anunció que se estrenaría en cines el 9 de mayo de 2025, después de su estreno mundial en el Festival de Málaga el 17 de marzo de 2025. El 11 de marzo de 2025, Filmax lanzó el tráiler de la película. El 28 de marzo de 2025, el festival de BAFICI anunció su programación completa, incluyendo el estreno internacional de la película el 2 de abril de 2025.